# 7,5 cm Gebirgsgeschütz 36
7,5 cm Gebirgsgeschütz 36 (7,5-см горное орудие образца 1936 года) — немецкое горное орудие, состоявшее на вооружении вермахта и войск СС.

## Создание
Разработчиком и производителем являлась компания «Рейнметалл», которая была призвана заменить старое орудие 7,5 cm Gebirgskanone 15. Производство началось в 1938 году, и с 1938 по 1945 годы было создано не менее 1193 экземпляров (точное число неизвестно Some 1193 were built between 1939—45.) данной пушки. Это 75-мм орудие являлось основным лёгким горным орудием горнопехотных дивизий вермахта и войск СС. Стоимость серийного экземпляра составляла 17 000 рейхсмарок.
Производство орудия по годам:
| Годы                 | 1939 год | 1940 год | 1941 год | 1942 год | 1943 год | 1944 год | 1945 год | Всего |
| -------------------- | -------- | -------- | -------- | -------- | -------- | -------- | -------- | ----- |
| Произведенное кол-во | 59       | 70       | 84       | 216      | 242      | 456      | 66       | 1193  |

|      | 1  | 2  | 3  | 4  | 5  | 6  | 7  | 8  | 9  | 10 | 11 | 12 | Всего |
| ---- | -- | -- | -- | -- | -- | -- | -- | -- | -- | -- | -- | -- | ----- |
| 1939 |    |    |    |    |    |    |    |    | 9  | 10 | 20 | 20 | 59    |
| 1940 | 20 | 10 |    | 8  | 5  |    |    |    |    |    | 3  | 24 | 70    |
| 1941 | 14 | 10 | 8  |    | 10 | 9  |    | 1  |    | 25 |    | 1  | 78    |
| 1942 | 5  | 4  | 14 | 47 | 20 | 16 |    | 20 | 12 | 19 | 28 | 28 | 213   |
| 1943 | 11 |    | 30 |    | 23 | 8  | 18 | 25 | 30 | 25 | 25 | ?  | ?     |

Если 7,5cm GebK 14 und 15 Kp. на 1 сентября 1939 года числилось 254 единицы (229 на июнь 1941), то первые 4 GebK 36 были отправлены в войска только в декабре 1939 года. К маю 1940 года их числилось 65 штук, к июню 1941 года — 108, к июню 1942 — 223, к июлю 1943 — 337, а на 1 ноября 1943 — 395.

## Описание

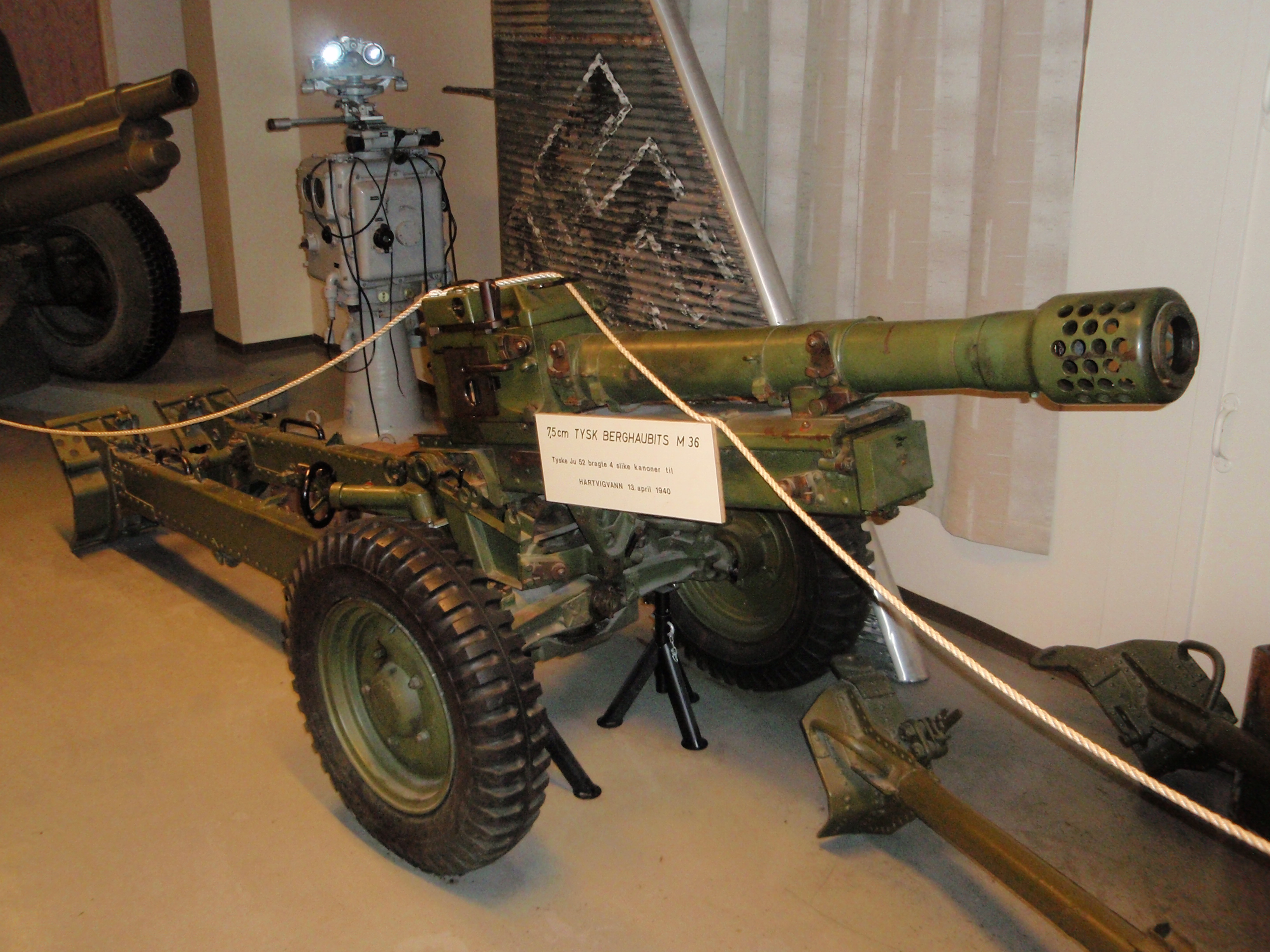
75-мм горная пушка Geb.G.36

Внешний вид пушки был относительно стандартным для неё: горизонтальный скользящий затвор, типичный для немецких орудий, и дульный тормоз. Для того, чтобы орудие могло стрелять под максимальным углом, оно было установлено на специальные бортики, чтобы поднять его повыше над лафетом и минимизировать отдачу.

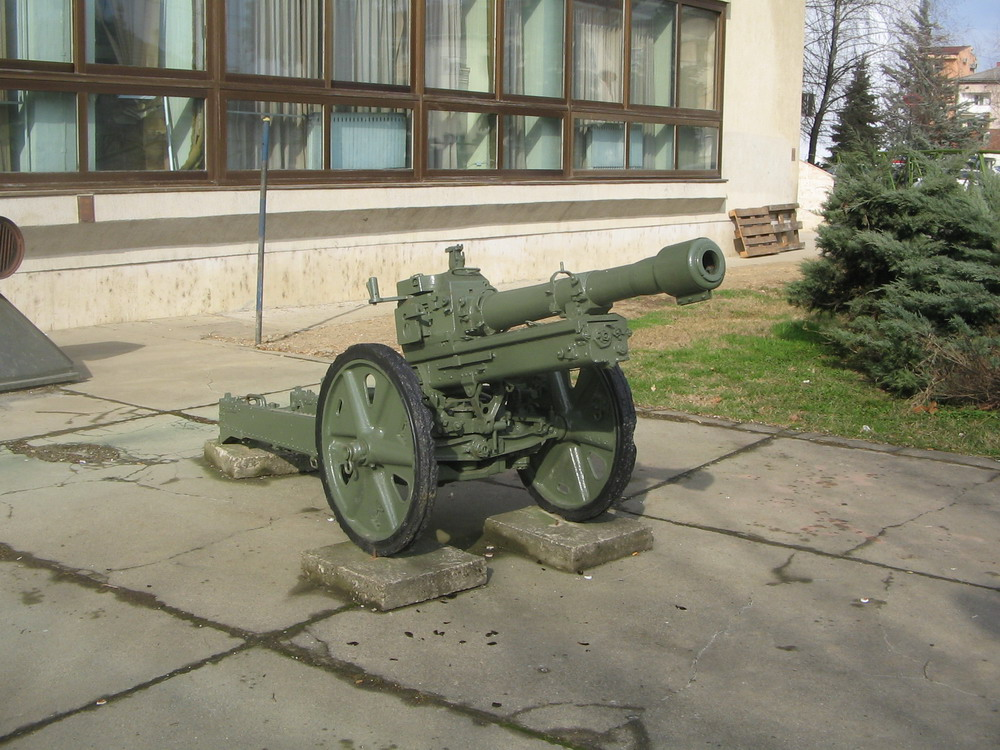

 Перезарядка орудия ускорялась с возраставшим вертикальным углом стрельбы. Лафет был тяжёлым, и отделить его от ствола было довольно трудно. Орудие перевозилось на стальных колёсах, хотя первые образцы перевозились на деревянных колёсах. Щитков для орудия не добавлялось, чтобы не утяжелять его. Его можно было разделить на 8 частей, чтобы перевезти на муле или лошади. Масса его составляла 850 кг. Орудие было лёгким и подпрыгивало при стрельбе под небольшим углом. При более высоком угле обстрела отдача минимизировалась, и орудие не прыгало, вследствие чего не нужно было ставить какие-либо тормоза или преграды к колёсам.

## Снаряды
Для стрельбы использовались часто противотанковые снаряды. Каждый из них весил не менее 5 кг и мог поражать цели на расстоянии 9250 м. Масса боеголовки специального снаряда составляла 5,83 кг, а боеголовка была начинена взрывчатым веществом. Также орудие использовало для стрельбы и бронебойные зенитные снаряды орудия 7,5 cm FK 18 и даже могло выпускать дымовую завесу. В некоторых случаях использовались даже реактивные снаряды, которые обладали максимальной дальностью полёта.

## Организация
Каждые четыре горные орудия организовывали батарею, и от двух до трёх таких батарей выдавались дивизиону. От одного до трёх дивизионов было достаточно для формирования так называемого «горноартиллерийского полка» (нем. Gebirgs-Artillerie Regiment).